# Vous m'avez fait former des fantômes
Vous m’avez fait former des fantômes est un roman d’Hervé Guibert paru aux Éditions Gallimard en 1987. L’auteur raconte le dressage d’enfants à des combats qui évoquent la corrida. Ce livre comporte des scènes à caractère pédophile.

## Commentaires
Le titre est extrait d’une citation de Sade : « Vous m’avez fait former des fantômes qu’il faudra que je réalise ». L’ouvrage comporte trois parties : le titre de la première, « Beaucoup de jeux de nuit », fait référence à l’Émile de Jean-Jacques Rousseau, celui de la seconde « S’abandonner au jeu des garçons, c’est, comme un loup, se coucher sur un lit de fleurs mourantes » est emprunté à Saikaku, la troisième, « Le jeu finit lorsque tous les animaux ont été pris par le diable et sont devenus ses chiens » est, selon l’auteur, issue d’un manuel pour adolescents du XIXe siècle.
Érotisme, violence et jeux sont les principaux ressorts de l’œuvre dont l’écriture a été influencée par les textes de Georges Bataille, Severo Sarduy, Pierre Guyotat. L’animalité, la superstition, le surnaturel sont omniprésents. La forme rappelle celle des contes infanticides de Dennis Cooper. Par ses descriptions pornographiques, ce texte est à rapprocher des Chiens et par ses jeux d’ombre et de lumière, il évoque Des aveugles.
Le roman a été analysé comme annonçant la dégradation physique de l’auteur appelé à devenir un fantôme,.
L'ouvrage a suscité des réactions négatives, notamment de la part de Renaud Camus qui s’interroge ainsi dans son journal : « Ces interminables dépeçages de petits garçons relèvent-ils de la littérature ? ».
Hervé Guibert confie : « J’ai écrit Vous m’avez fait former des fantômes en pensant aux chocs exercés sur moi par la lecture, adolescent, de Éden, Éden, Éden et de Tombeau pour cinq cent mille soldats de Guyotat pour l’aspect sexuel, pour le diorama... ainsi que le Cobra de Severo Sarduy, un livre lu vers quatorze ans, à un moment de formation, juste avant de commencer à écrire. »